# Kamingespräch
Ein Kamingespräch bezeichnet ein informelles Treffen im kleinen Kreis zu einem spezifischen Thema. Die Gestaltung soll eine persönliche Atmosphäre gewährleisten und einen fruchtbaren Dialog ermöglichen.
Der Begriff leitet sich von “Fireside chats”, den 30 Radio-Ansprachen von U. S. Präsident Franklin D. Roosevelt zwischen 1933 und 1944 ab.

## Funktion in der Public Relations
In der Public Relations (PR) werden Kamingespräche genutzt, um komplexe Themen ausführlich mit ausgewählten Journalisten zu besprechen oder um Redakteuren die Möglichkeit zu geben, den Gesprächspartner besser kennenzulernen. Die Reporter sollten in der Hierarchie gleichrangig sein und vom Typ her so zusammenpassen, dass es nicht zu einer unangenehmen Gesprächsatmosphäre kommt. Meist findet das Gespräch im Zuge eines Abendessens mit drei bis vier Journalisten statt.

## Radioansprachen

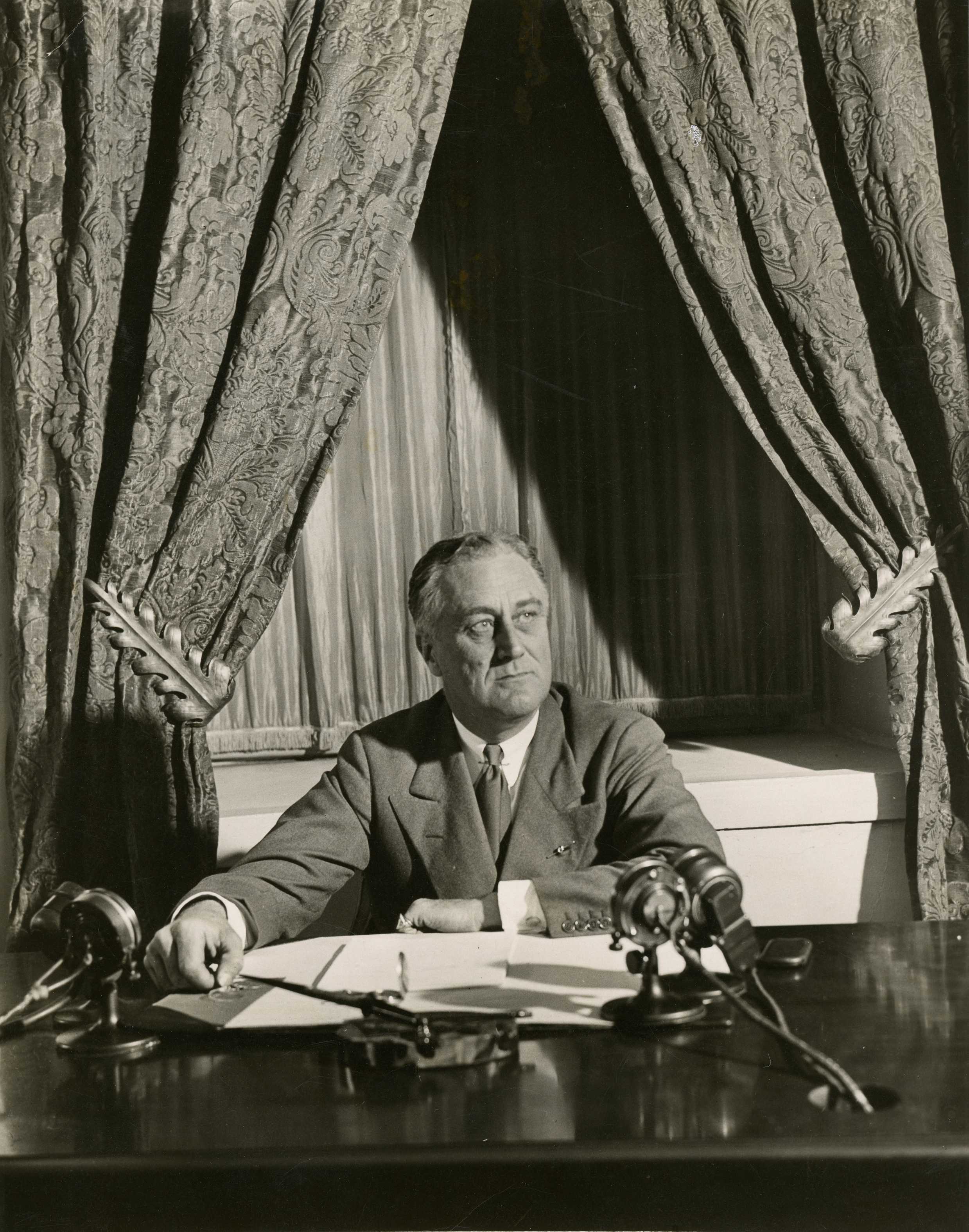
Roosevelt spricht zur Bankenkrise, 12. März 1933

1933, auf dem Höhepunkt der großen Depression in den USA, nahm der damalige Präsident Franklin D. Roosevelt über Radio zur damaligen Bankenkrise Stellung. Es folgten 29 weitere Ansprachen, die die wichtigsten Themen behandelten – so auch die Kriegserklärung an Japan nach dem Bombardement von Pearl Harbor.
Roosevelt bezeichnete die Ansprachen als “Fireside chats”, also eher informell und zwanglos. Da die Gespräche meist um zehn Uhr abends Eastern-Time gesendet wurden, hatten die meisten Amerikaner die Möglichkeit, die Gespräche live zu hören. Die Menschen im Osten waren noch wach und die im Westen schon von den Tagesaktivitäten wieder zu Hause. Außerdem waren sie sehr einfach gesprochen und gut verständlich (80 % der Wörter waren Teil der 1.000 meist genutzten Vokabeln der Amerikaner).

### Chronologische Liste der Ansprachen

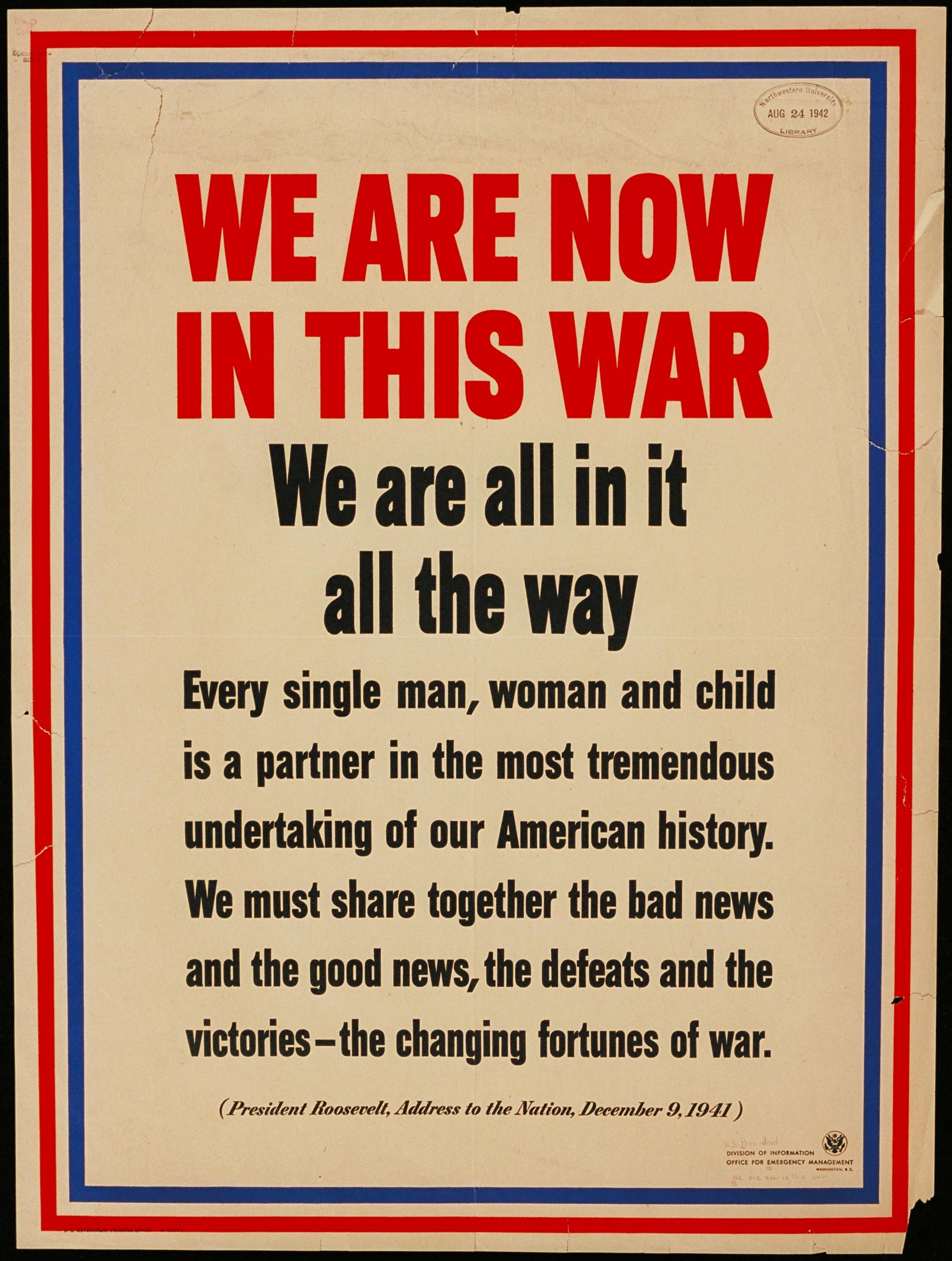
Plakat zur Kriegsansprache nach Pearl Harbour, 9. Dezember 1941

1. On the Bank Crisis, Sonntag, 12. März 1933
2. Outlining the New Deal Program, Sonntag, 7. Mai 1933
3. On the Purposes and Foundations of the Recovery Program, Montag, 24. Juli 1933
4. On the Currency Situation, Sonntag, 22. Oktober 1933
5. Review of the Achievements of the Seventy-third Congress, Donnerstag, 28. Juni 1934
6. On Moving Forward to Greater Freedom and Greater Security, Sonntag, 30. September 1934
7. On the Works Relief Program, Sonntag, 28. April 1935
8. On Drought Conditions, Sonntag, 6. September 1936
9. On the Reorganization of the Judiciary, Dienstag, 9. März 1937
10. On Legislation to be Recommended to the Extraordinary Session of the Congress, Dienstag, 12. Oktober 1937
11. On the Unemployment Census, Sonntag, 14. November 1937
12. On Economic Conditions, Donnerstag, 14. April 1938
13. On Party Primaries, Freitag, 24. Juni, 1938
14. On the European War, Sonntag, 3. September, 1939
15. On National Defense, Sonntag, 26. Mai, 1940
16. On National Security, Sonntag, 29. Dezember 1940
17. Announcing Unlimited National Emergency, Dienstag, 27. Mai 1941 (das längste dieser Kamingespräche)
18. On Maintaining Freedom of the Seas, Donnerstag, 11. September 1941
19. On the Declaration of War with Japan, Dienstag, 9. Dezember 1941
20. On Progress of the War, Montag, 23. Februar 1942
21. On Our National Economic Policy, Dienstag, 28. April 1942
22. On Inflation and Progress of the War, Montag, 7. September 1942
23. Report on the Home Front, Montag, 12. Oktober 1942
24. On the Coal Crisis, Sonntag, 2. Mai 1943
25. On Progress of War and Plans for Peace, Mittwoch, 28. Juli 1943
26. Opening Third War Loan Drive, Mittwoch, 8. September 1943
27. On Tehran and Cairo Conferences, Freitag, 24. Dezember 1943
28. State of the Union Message to Congress, Dienstag, 11. Januar 1944
29. On the Fall of Rome, Montag, 5. Juni 1944
30. Opening Fifth War Loan Drive, Montag, 12. Juni 1944